# McWilliams Arroyo
McWilliams Arroyo Acevedo (* 5. Dezember 1985 in Ceiba, Puerto Rico) ist ein puerto-ricanischer Profiboxer im Superfliegengewicht. Als Amateur wurde er 2009 Weltmeister im Fliegengewicht.
Er ist der Zwillingsbruder des Boxers McJoe Arroyo.

## Amateurkarriere
McWilliams Arroyo war ein herausragender Amateur. Er gewann 2001 die Silbermedaille der Panamerikanischen Kadetten-Meisterschaften in Mexiko und 2005 die Silbermedaille im Halbfliegengewicht bei den Panamerikanischen Meisterschaften in Brasilien, als er erst im Finale dem Weltmeister und Olympiasieger Yan Barthelemí unterlag. Diesen besiegte er jedoch bei den Zentralamerika- und Karibikspielen 2006 in Kolumbien und gewann die Goldmedaille im Halbfliegengewicht.
2007 gewann er im Fliegengewicht die Panamerikanischen Spiele in Brasilien und schlug dabei im Finale den späteren Profiweltmeister Juan Payano Bei den Weltmeisterschaften 2007 in Chicago erreichte er das Viertelfinale und qualifizierte sich damit für die Olympischen Spiele 2008 in Peking, wo er im Viertelfinale gegen Andry Laffita ausschied.
2009 startete er im Fliegengewicht bei den Weltmeisterschaften in Mailand, wo er unter anderem Norbert Kalucza, Yampier Hernández, Ronny Beblik und Njambajaryn Tögstsogt besiegen konnte und die Goldmedaille erkämpfte.

## Profikarriere
Sein Profidebüt bestritt er am 27. Februar 2010. Im Juni 2010 verlor er überraschend nach Punkten gegen den Japaner Takashi Okada, gewann jedoch im März 2012 gegen Luis Maldonado den Lateinamerika-Titel der WBO im Fliegengewicht. Diesen verteidigte er im September 2012 gegen Ronald Ramos. Im Februar 2013 schlug er Jose Tamayo beim Kampf um die interime Lateinamerika-Meisterschaft der WBC im Fliegengewicht und besiegte im Juni 2014 den ungeschlagenen Froilan Saludar.
Am 10. September 2014 boxte er um den Weltmeistertitel der IBF im Fliegengewicht, verlor jedoch knapp durch geteilte Punktentscheidung gegen Amnat Ruenroeng. Einen weiteren Weltmeisterschaftskampf bestritt er am 23. April 2016 um den WBC-Titel im Fliegengewicht, verlor jedoch einstimmig nach Punkten gegen Roman Gonzalez.
Im Februar 2018 gewann er durch Mehrheitsentscheidung nach Punkten gegen Carlos Cuadras und wurde dadurch WBC-Silver-Titelträger im Superfliegengewicht. Im September 2018 verlor er einstimmig gegen Kazuto Ioka.
Im Februar 2019 besiegte er Carlos Maldonado beim Kampf um den Lateinamerika-Titel der WBO im Fliegengewicht und gewann eine Titelverteidigung im Juni 2019 gegen Carlos Buitrago.
Am 27. Februar 2021 besiegte er den Mexikaner Abraham Rodriguez durch TKO in der fünften Runde und wurde dadurch Interims-Weltmeister der WBC im Fliegengewicht.